# Super Vikings
Mit Super Vikings (auch als Super-Klasse bezeichnet) wurde eine aus vier Schiffen bestehende Fährschiffsklasse der britischen Reederei Townsend Thoresen bezeichnet.

## Geschichte
Die Schiffe der Klasse wurden auf der Aalborg Værft in Aalborg für die Reederei Townsend Thoresen der European Ferries Group gebaut und zwischen 1975 und 1976 abgeliefert. Sie wurden von Townsend Thoresen im Fährverkehr über den Ärmelkanal und in der südwestlichen Nordsee eingesetzt.
Die Schiffe waren Teil eines acht Fähren umfassenden Neubauprogramms, in das die Reederei 50 Mio. £ investierte. Neben den vier auf der Aalborg Værft gebauten Schiffen waren dies die auf der Werft Verolme Scheepswerf im niederländischen Alblasserdam gebaute Free Enterprise VIII und die drei auf der Werft Schichau Unterweser in Bremerhaven gebauten Schwesterschiffe European Gateway, European Trader und European Clearway.
Infolge der Auflösung von Townsend Thoresen nach dem Untergang der Herald of Free Enterprise im Jahr 1987 kamen die Schiffe zur neu gegründeten Reederei P&O European Ferries.
Alle vier Fähren wurden nach ihrer Dienstzeit bei Townsend Thoresen bzw. P&O European Ferries verkauft, die erste 1994, die anderen drei in den Jahren 2002 und 2004, und noch mehrere Jahre weitergenutzt.

## Beschreibung
Die Schiffe wurden von drei Stork-Werkspoor-Dieselmotoren mit zusammen 13.750 PS Leistung angetrieben, zwei Achtzylinder-Dieselmotoren des Typs 8TM410 mit jeweils 4.400 PS Leistung und einem Neunzylinder-Dieselmotor des Typs 9TM410 mit 4.950 PS Leistung. Die Motoren wirkten über Untersetzungsgetriebe auf drei Verstellpropeller. Die Schiffe sind mit zwei Bugstrahlrudern mit Verstellpropellern ausgerüstet.
Für die Stromerzeugung stehen ein mit 1.000 kW Leistung vom Stork-Werkspoor-Dieselmotor des Typs 9TM410 angetriebener NEBB-Wellengenerator (Scheinleistung 1.250 kVA) sowie drei von Allen-Dieselmotoren angetriebene NEBB-Generatoren (Scheinleistung jeweils 800 kVA) zur Verfügung.
Die Schiffe verfügen über drei Fahrzeugdecks: Ein durchlaufendes Fahrzeugdeck auf dem Hauptdeck mit einem höhenverstellbaren Fahrzeugdeck sowie ein weiteres Fahrzeugdeck im hinteren Teil des darüberliegenden Decks. Das Fahrzeugdeck auf dem Hauptdeck ist über ein Zufahrt am Bug und am Heck zugänglich. Die Zufahrt am Bug befindet sich hinter einem nach oben aufklappbaren Bugvisier. Die Zufahrt am Heck ist durch ein Tor verschlossen. Das höhenverstellbare Deck ist über Rampen vom Hauptdeck aus zugänglich. Es umfasst etwa dreiviertel der Fläche des Hauptdecks und ist flexibel nutzbar. Das auf dem über dem Hauptdeck liegende Deck ist durch Rampen mit dem Hauptdeck verbunden sowie über eine Zufahrt vom Heck des Schiffes aus zugänglich.
Auf dem Hauptdeck können 125 Pkw, auf dem höhenverstellbaren Deck 105 Pkw und auf dem darüberliegenden Deck 45 Pkw befördert werden.
Die Einrichtungen für die Passagiere sind auf den oberen vier Decks untergebracht. Diese waren ursprünglich mit Buchstaben von D bis A bezeichnet. Auf den Passagierdecks stehen unter anderem Kabinen (D-Deck und B-Deck) und Bereiche mit Ruhesesseln (B-Deck und A-Deck) sowie verschiedene Aufenthaltsräumen, ein Restaurant und eine Cafeteria zur Verfügung. Auf den oberen beiden Passagierdecks (B- und A-Deck) befinden sich offene Decksbereiche.
Die Einrichtungen für die Schiffsbesatzung befinden sich im Schiffsrumpf sowie auf zwei Decks in den Decksaufbauten (B- und A-Deck). Auf dem obersten Deck (A-Deck) befindet sich im vorderen Bereich die Brücke der Schiffe.
Die Schiffe sind mit Stabilisatoren ausgerüstet. Der Rumpf der Schiffe ist eisverstärkt.
Zwei der Schiffe wurden zwischen Dezember 1985 und Juni 1986 auf der Werft Schichau Unterweser in Bremerhaven umfangreich umgebaut. Dabei wurden die Fähren unter anderem verlängert und ein zusätzliches Fahrzeugdeck eingebaut. Auch die Passagierbereiche wurden teilweise umgebaut. Durch die Umbauten vergrößerte sich die Passagierkapazität der Fähren von 1200 auf 1316 Personen sowie die Fahrzeugkapazität von 275 auf 380 Pkw.

## Schiffe

### Viking Venturer
Die Viking Venturer (IMO-Nr. 7358286) wurde als erstes Schiff der Klasse gebaut. Der Stapellauf erfolge am 1. Juni 1974. Das Schiff wurde Anfang Januar 1975 abgeliefert und am 11. Januar 1975 zwischen Southampton und Le Havre in Dienst gestellt. Ab Ende Mai 1975 verkehrte die Fähre zwischen Portsmouth und Le Havre.
Anfang 1983 war das Schiff an das Verteidigungsministerium des Vereinigten Königreichs verchartert. An Bord wurde eine wehrtechnische Ausstellung von rund 50 britischen Unternehmen der Rüstungsindustrie gezeigt. Das Schiff bereiste mit dieser Ausstellung vom Februar bis Mitte März 1983 Häfen in Katar, Bahrain, Saudi-Arabien, Kuwait, den Vereinigten Arabischen Emiraten, Jordanien und Ägypten.
Ab Ende März 1983 wurde das Schiff wieder im Fährverkehr zwischen Southampton und Le Havre eingesetzt. Anfang Dezember 1984 wechselte es wieder auf die Strecke zwischen Portsmouth und Le Havre.
Die Fähre wurde zwischen Dezember 1985 und Mai 1986 auf der Werft Schichau Unterweser in Bremerhaven als eine von zwei Fähren des Typs umfangreich umgebaut (zugleich verlängert, verbreitert und erhöht), um die Ladekapazität für Pkw und Lkw bei gleich bleibender Passagierkapazität zu verdoppeln. Anschließend wurde sie wieder zwischen Portsmouth und Le Havre eingesetzt. Im Mai 1989 wurde die Fähre in Pride of Hampshire umbenannt. Ab Juli 1994 verkehrte sie zwischen Portsmouth und Cherbourg.
Im September 2002 wurde die Fähre an El Salam Maritime verkauft. Nachdem sie Ende September 2002 von P&O European Ferries außer Dienst gestellt worden war, wurde die Fähre im Oktober in Pride of Al Salam II umbenannt. In den Folgejahren verkehrte die im Juni 2004 in Oujda umbenannte Fähre wiederholt in Charter der marokkanischen Reederei Compagnie Marocaine de Navigation (Comanav), so von Juni bis August 2003, von Juni bis Oktober 2004, von Juni bis September 2005, von Juni bis September 2006 sowie von Juli bis September 2007. Comanav setzte die Fähre im Mittelmeer zwischen Nador und Sète ein. Außerdem verkehrte die Fähre im November 2006 auf der Fährverbindung über das Rote Meer zwischen Safaga und Duba.
Im Februar 2010 wurde die Fähre zum Abbruch nach Indien verkauft.

### Viking Valiant
Die Viking Valiant (IMO-Nr. 7358298) war die zweite Einheit der Klasse. Der Stapellauf erfolgte am 4. Oktober 1974. Die Fähre wurde am 21. Mai 1975 abgeliefert und am 25. Mai 1975 auf der Fährverbindung zwischen Felixstowe und Zeebrugge in Dienst gestellt.
Ab Januar 1976 verkehrte die Fähre zwischen Southampton und Le Havre bzw. Cherbourg.
Am 28. Juni 1977 nahm die Fähre an der Flottenparade auf dem Spithead zwischen der englischen Südküste und der Isle of Wight anlässlich des Queen’s Silver Jubilee teil.
Im September 1978 fungierte die Fähre während des NATO-Manövers „Northern Wedding“ als Truppentransporter. Anschließend verkehrte sie für drei Rundreisen zwischen Leith in Schottland und Kristiansand in Norwegen, bevor sie in den Fährdienst zwischen Southampton und Le Havre bzw. Cherbourg zurückkehrte. Ab Dezember 1984 verkehrte sie zwischen Portsmouth und Le Havre.
Zwischen Februar 1986 und Juni 1986 wurde die Fähre wie die Viking Venturer auf der Werft Schichau Unterweser in Bremerhaven umfangreich umgebaut (zugleich verlängert, verbreitert und erhöht), um die Ladekapazität für Pkw und Lkw bei gleich bleibender Passagierkapazität zu verdoppeln. Ab Anfang Juli 1986 verkehrte sie wieder zwischen Portsmouth und Le Havre.
Im Mai 1989 wurde die Fähre in Pride of Le Havre, im Mai 1994 in Pride of Cherbourg umbenannt (den Namen Pride of Le Havre übernahm die von der Olau Line eingecharterte ehemalige Olau Hollandia). Ab Juli 1994 verkehrte sie zwischen Portsmouth und Cherbourg.
Im September 2002 wurde die Fähre wie auch ihr Schwesterschiff Viking Venturer an El Salam Maritime verkauft. Mitte des Monats wurde sie auf der Strecke zwischen Portsmouth und Cherbourg außer Dienst gestellt und anschließend in Pride of Al Salam I umbenannt. Wie ihr Schwesterschiff wurde die Fähre in den Folgejahren wiederholt an Comanav verchartert, so von Juni bis August 2003 und im Sommer 2004. Die 2004 in Nador umbenannte Fähre wurde von Comanav jeweils zwischen Nador und Almería eingesetzt. Im Mai 2005 wurde die Fähre in Mogador umbenannt. Von Juni bis September 2005 fuhr sich noch einmal in Charter von Comanav, diesmal zwischen Tanger und Port-Vendres.
Im Februar 2010 wurde die Fähre zum Abbruch nach Indien verkauft und später in Alang verschrottet.

### Viking Voyager
Die Viking Voyager (IMO-Nr. 7358303) wurde als drittes Schiff der Serie gebaut. Der Stapellauf erfolgte am 13. Juni 1975. Die Fähre wurde am 15. Januar 1976 abgeliefert und am 20. Januar 1976 zwischen Felixstowe und Zeebrugge in Dienst gestellt.
Ab Mai 1986 verkehrte die Fähre zwischen Southampton und Le Havre bzw. Cherbourg. Im Mai 1989 wurde sie in Pride of Cherbourg umbenannt. 1990 wurde die Fähre auf die Fährverbindung zwischen Portsmouth und Cherbourg verlegt. Die im Mai 1994 in Pride of Cherbourg II umbenannte Fähre verkehrte am 9. Juli 1994 letztmals zwischen Portsmouth und Cherbourg und wurde anschließend noch bis Mitte September als reine Frachtfähre zwischen Portsmouth und Le Havre genutzt.
Im Oktober 1994 wurde die Fähre an Fred. Olsen verkauft und in Banaderos umbenannt. Sie wurde von Lineas Fred. Olsen im Fährverkehr der Kanarischen Inseln zwischen Santa Cruz und Agaete eingesetzt. Im Jahr 2000 wurde sie in Barlovento umbenannt und nun zwischen Los Cristianos, Santa Cruz, San Sebastian und Valverde eingesetzt.
Im Sommer 2004 wurde die Fähre an die griechische Reederei Saos Ferries verkauft, die sie im April 2005 übernahm und in Samothraki umbenannte. Die Mitte Juli 2005 in Dienst gestellte Fähre verkehrte zwischen Piräus und Chios bzw. Piräus und Chios, Mytilini, Limnos und Kavala.
Nach einem Maschinenschaden wurde die Fähre im September 2006 zunächst in der Bucht von Eleusis aufgelegt, nach einer Reparatur 2007 aber wieder in Fahrt gesetzt. Anfang Dezember 2008 wurde sie außer Dienst gestellt und aufgelegt. Im Juli 2011 wurde die Fähre zur Verschrottung in Aliağa verkauft.

### Viking Viscount

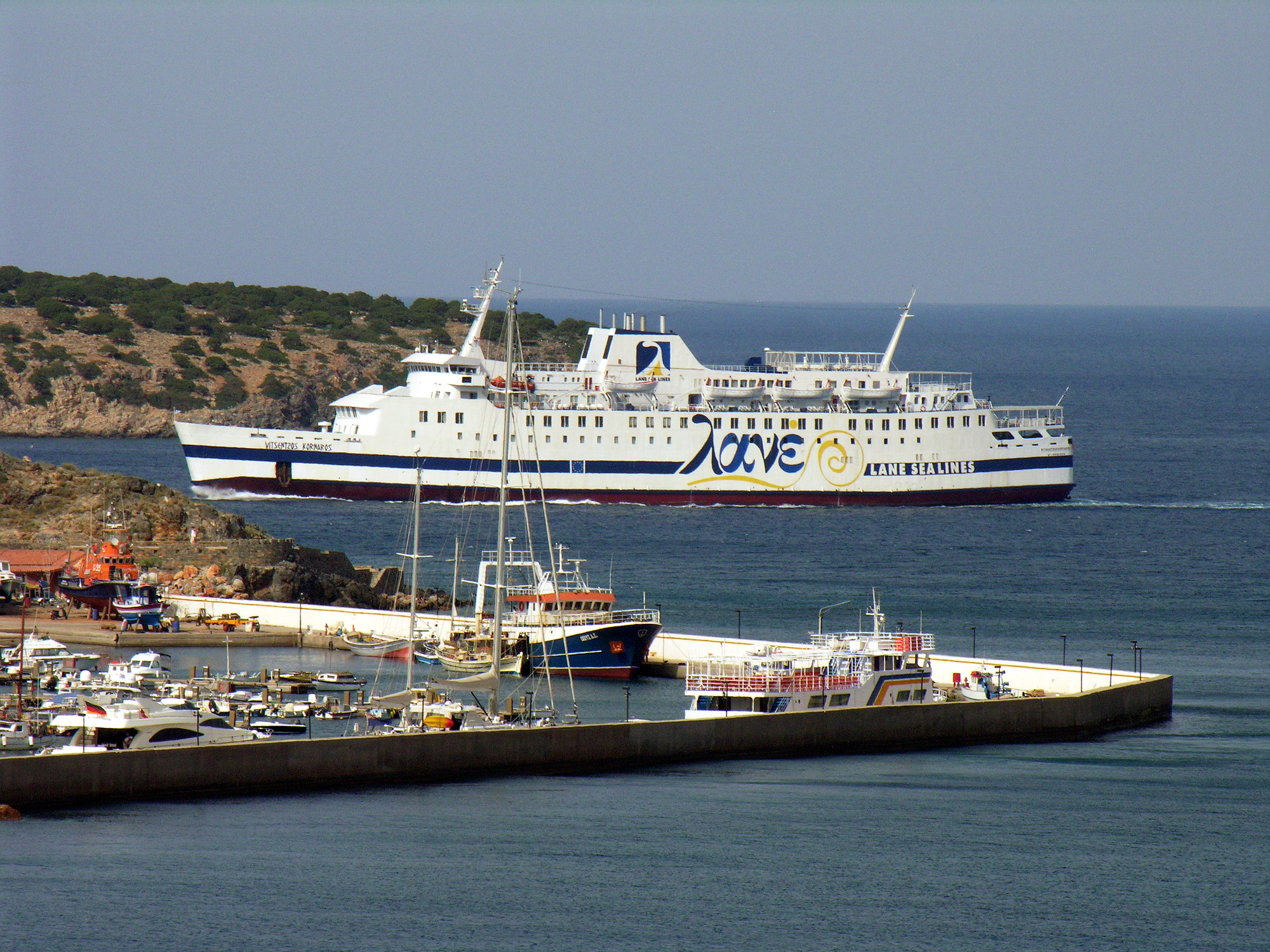
Vitsentzos Kornaros

Die Viking Viscount (IMO-Nr. 7358327) war die letzte der vier Super-Viking-Schiffe. Der Stapellauf erfolgte am 7. November 1975. Das Schiff wurde im Mai 1976 abgeliefert und am 18. Mai zwischen Felixstowe und Zeebrugge in Dienst gestellt. Ab Oktober 1977 verkehrte die Fähre zwischen Dover und Zeebrugge. Ab Anfang April 1978 fuhr sie wieder zwischen Felixstowe und Zeebrugge.
Im Mai 1986 wurde die Fähre auf die Fährverbindungen von Portsmouth bzw. Southampton nach Le Havre bzw. Cherbourg verlegt. In den Jahren 1988 und 1989 verkehrte sie jeweils vorübergehend zwischen Larne in Nordirland und Cairnryan in Schottland. Im Mai 1989 wurde die Fähre in Pride of Winchester umbenannt. Von September bis Dezember 1989 wurde sie zwischen Dover und Calais bzw. Boulogne-sur-Mer eingesetzt.
Im Juli 1994 wurde die Fähre aus der Fahrt genommen und in Southampton aufgelegt. Im selben Monat wurde sie an Lasithiotiki Anonymi Naftiliaki Eteria (L.A.N.E.) in Griechenland verkauft. Die Fähre wurde für ihre neue Aufgabe umgebaut und dabei unter anderem zusätzliche Passagierkabinen im hinteren Bereich des unteren Passagierdecks (hier befand sich zuvor das obere Fahrzeugdeck) eingebaut. Das in Vitsentzos Kornaros umbenannte Schiff wurde von Lane Sea Lines zunächst zwischen Piräus und Agios Nikolaos und Sitia auf Kreta eingesetzt. Ab dem folgenden Jahr lief die Fähre von Piräus aus neben Häfen auf Kreta weitere Häfen auf Inseln in der Südlichen Ägäis sowie teilweise auch von Alexandroupoli aus Inseln in der Nördlichen und der Südlichen Ägäis an.
Nach einem Maschinenschaden im Juni 2017 wurde die Fähre vor der Insel Salamis aufgelegt. Anfang 2019 sollte die Fähre versteigert werden, was erfolglos blieb. Im März 2020 wurde sie zum Abbruch in Aliağa verkauft.